# Riesenberggroeve

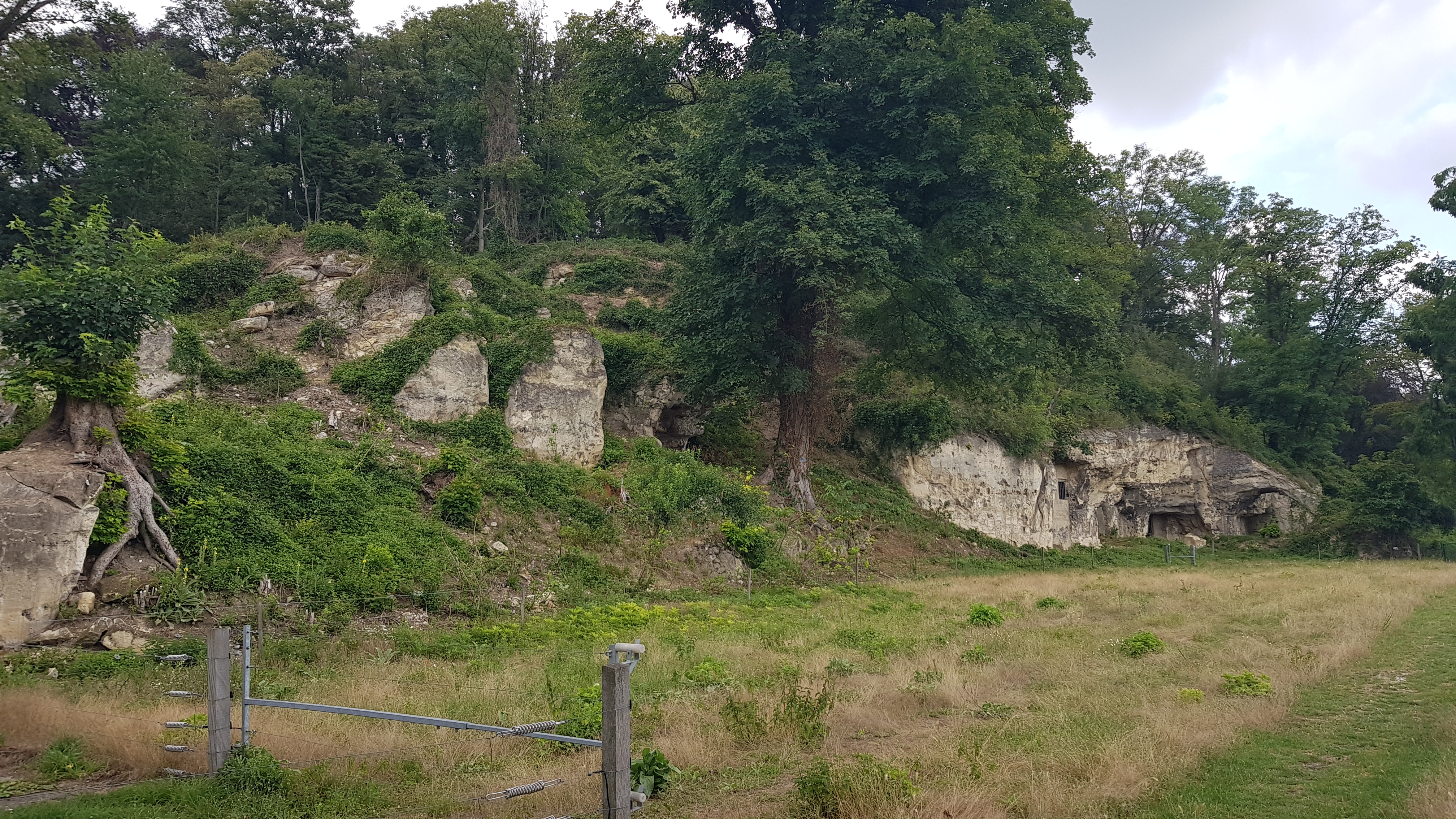
Riesenberggroeve (zuidzijde)

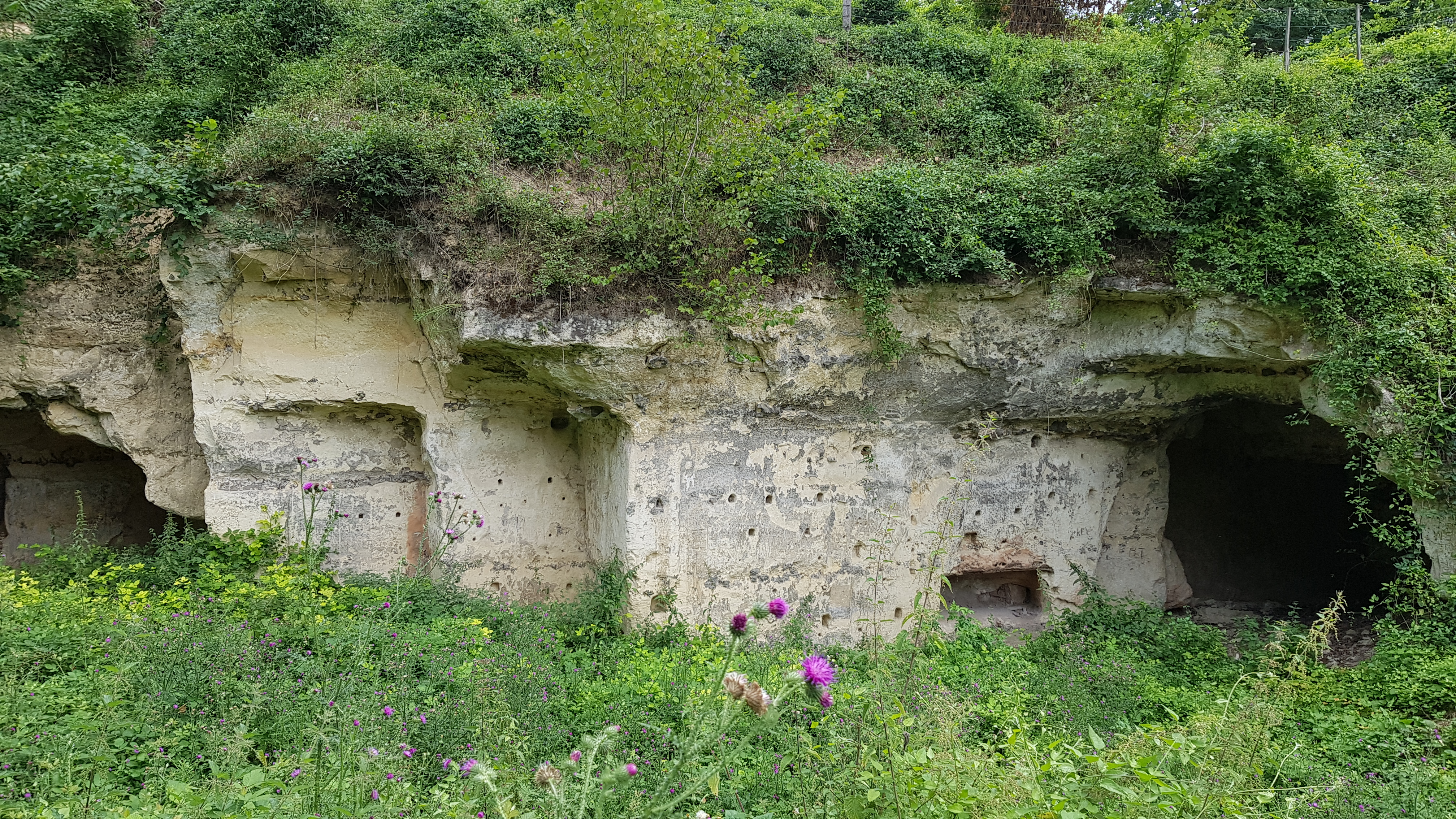
Riesenberggroeve (westzijde)

De Riesenberggroeve, ook aangeduid met Wijngaardsberggroeve I of Riesenberggroeve I, is een Limburgse mergelgroeve in de Nederlandse gemeente Eijsden-Margraten. De ondergrondse groeve ligt tussen Gronsveld en Cadier en Keer aan de zuidwestzijde van de Riesenberg aan de Dorregrubbe in het noordelijke deel van het Savelsbos. De groeve ligt aan de westelijke rand van het Plateau van Margraten in de overgang naar het Maasdal. Ter plaatse duikt het plateau een aantal meter steil naar beneden.
Op enkele tientallen meters naar het oosten ligt de Groeve boven op de Riesenberg (Riesenberggroeve II). Op ongeveer 250 meter naar het oosten ligt de Varkensgatgroeve, op ongeveer 300 meter naar het noorden ligt de Groeve de Hel, op ongeveer 500 meter naar het zuidoosten ligt Groeve op de Trichterberg I en op ongeveer 800 meter naar het zuiden liggen de groeves Trichterberggroeve, Groeve de Grote Dolekamer en Groeve de Kleine Dolekamer. Op een enkel tiental meter naar het zuidwesten staat Huis De Beuk op de kop van de Riesenberg.

## Geschiedenis
Voor 1600 werd de Riesenberggroeve reeds ontgonnen door blokbrekers. De groeve vormde in eerste instantie één geheel met de Groeve boven op de Riesenberg en dit was nog steeds het geval tijdens een inspectie in het tweede kwart van de 19e eeuw. Een deel van de groeve is later ingestort waardoor de Riesenberggroeve een aparte groeve is geworden van de oostelijker gelegen Groeve boven op de Riesenberg.
Rond 1800 woonde er op de Riesenberg het salpietermenneke en in de groeve vond er salpeterwinning plaats.
Sinds 1953 is het Savelsbos inclusief het gebied van deze groeve in beheer van Staatsbosbeheer.

## Groeve
De Riesenberggroeve is een brede maar niet erg diepe groeve, waarvan het achtergedeelte ingestort is. De groeve kan vanaf twee kanten betreden worden, enerzijds via de zuidzijde (rechts van Huis De Beuk) en anderzijds via de westzijde (links van Huis De Beuk). Alle ingangen van de groeve zijn dichtgemetseld, waarbij er enkele ingangen met een hekwerk afgesloten zijn zodat ze gebruikt kunnen worden door vleermuizen.
Als gevolg van de kalksteenwinning is er aan de zuidzijde van de groeve een plateau ontstaan op de verder steile berghelling.

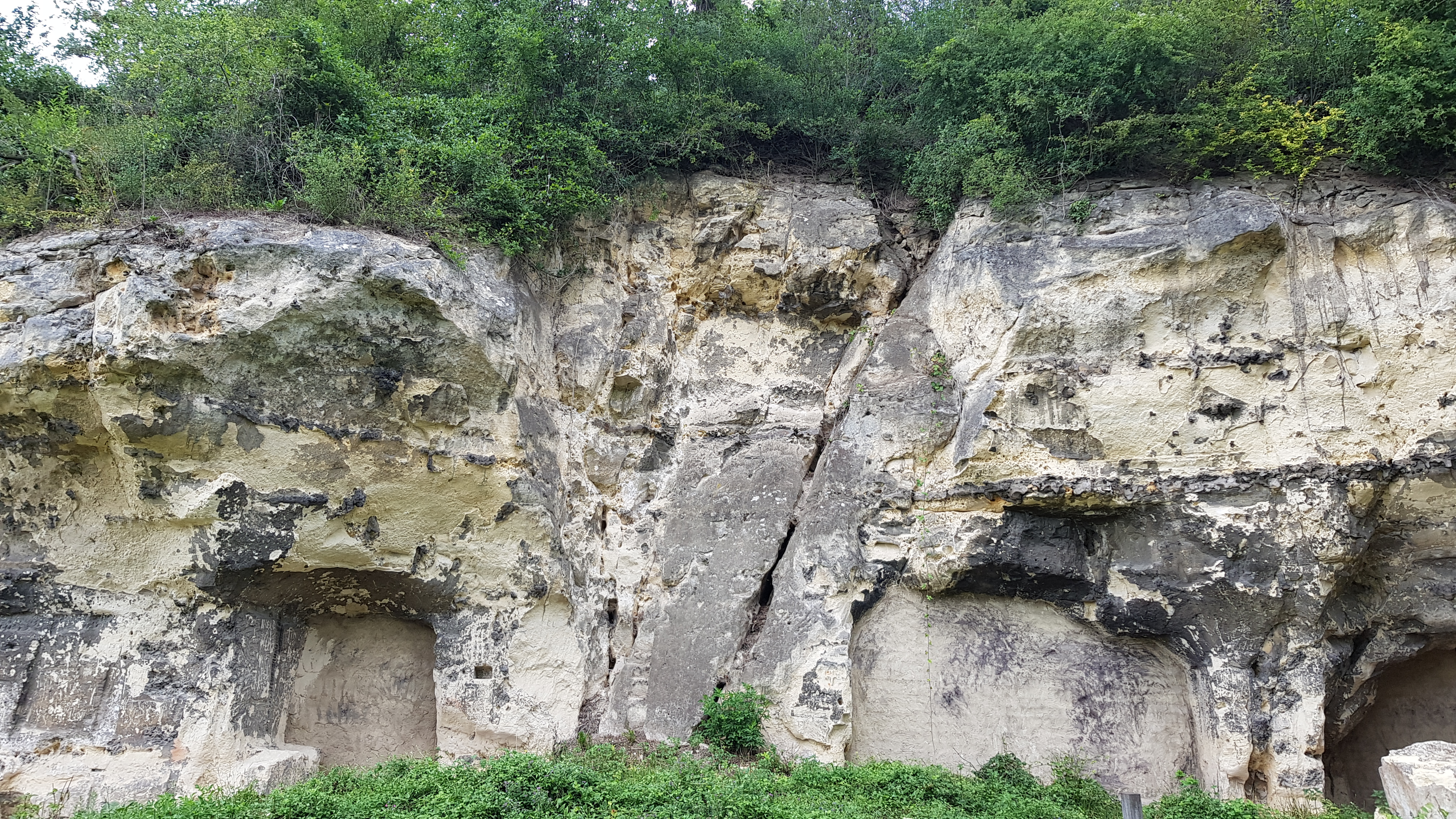
de scheur geeft de plaats aan waar de twee groeves gescheiden zijn: links van de scheur ligt de Riesenberggroeve, rechts van de scheur de Groeve boven op de Riesenberg
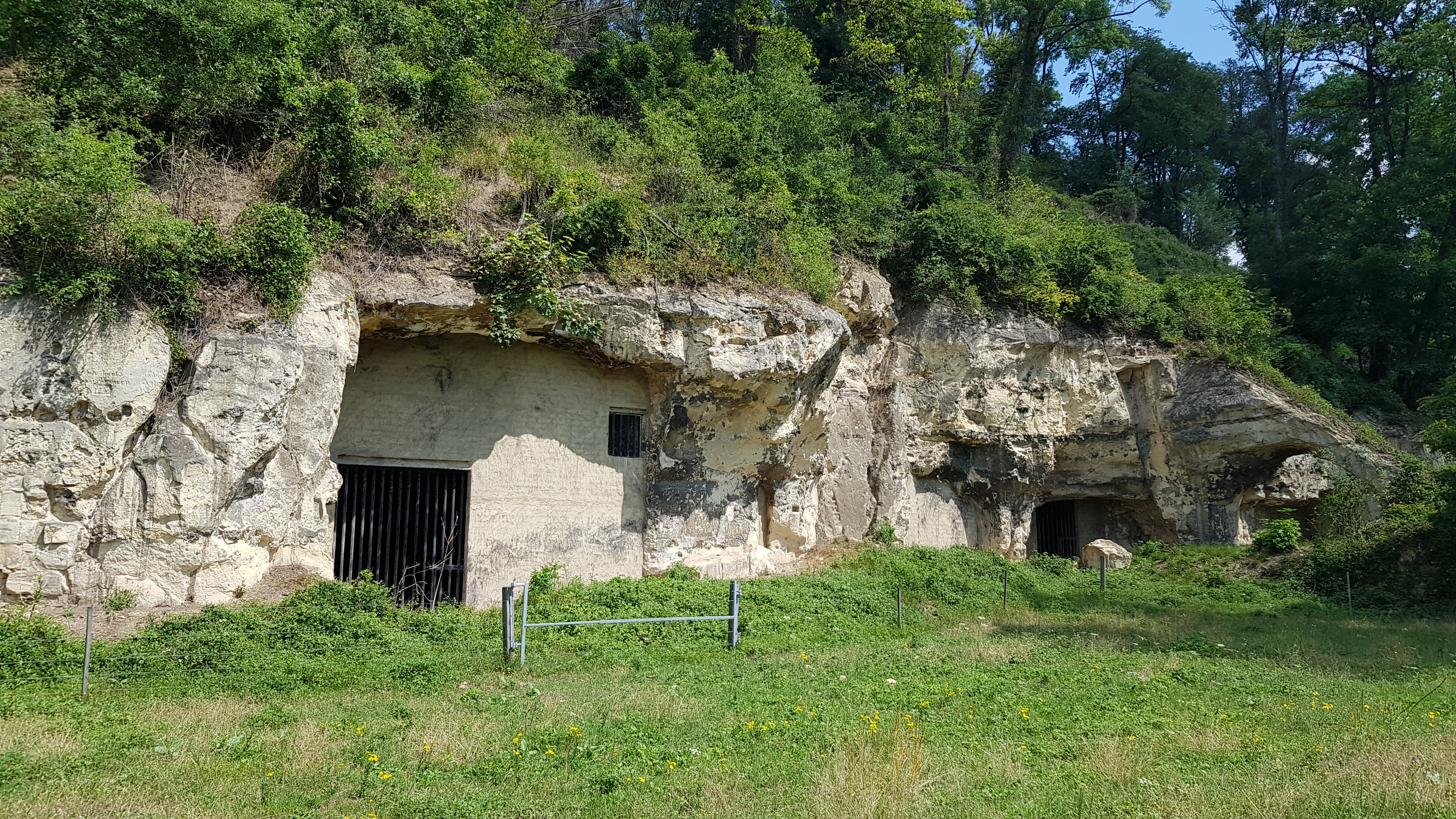
links de Riesenberggroeve, rechts de Groeve boven op de Riesenberg
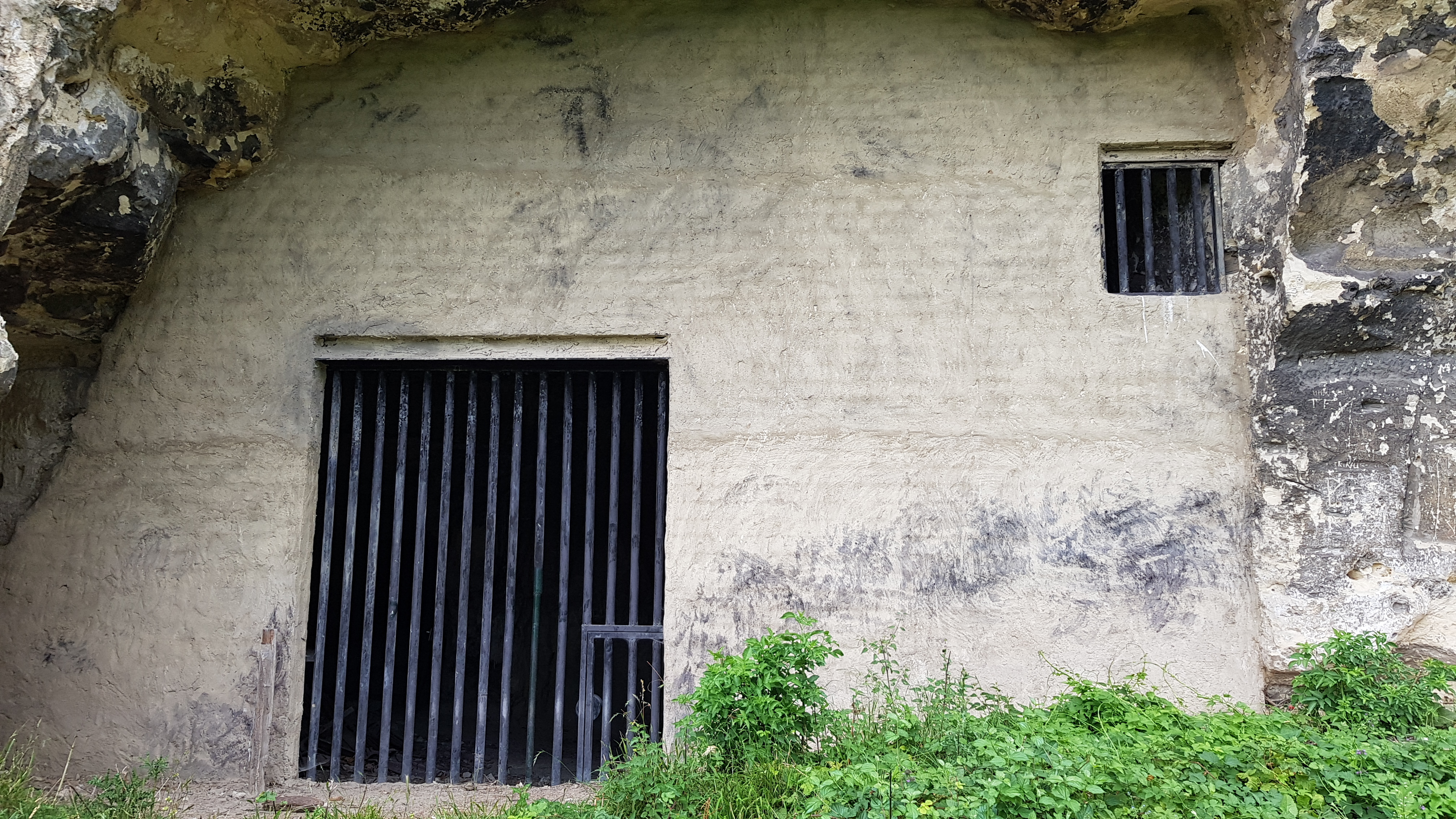
zuidelijke ingang
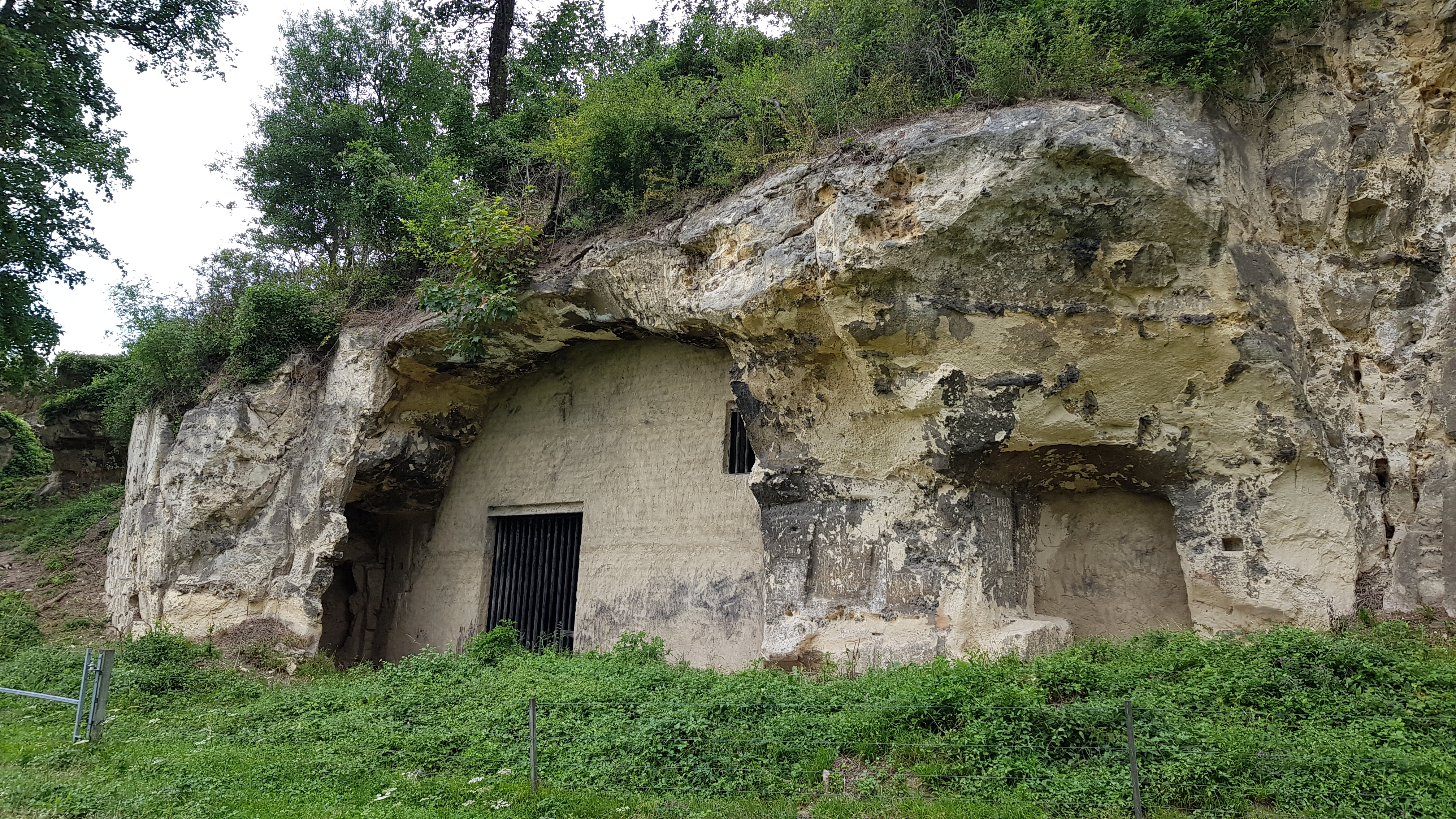
zuidelijke ingang